# Liste von Kriegen und Schlachten im 18. Jahrhundert
Die Liste der Kriege und Schlachten im 18. Jahrhundert stellt alle Schlachten des Jahrhunderts dar. Gefechte, welche nicht eindeutig zu bestimmten Kriegen zugeordnet werden können, sind grau hinterlegt.

## 18. Jahrhundert

### Großer Nordischer Krieg
| 1700–1722 | Großer Nordischer Krieg             |                               |
|           | 1700, 30. November                  | Schlacht bei Narva            |
|           | 1701, 19. Juli                      | Schlacht an der Düna          |
|           | 1702, 19. Juli                      | Schlacht bei Klissow          |
|           | 1703, 1. Mai                        | Schlacht bei Pultusk          |
|           | 1704, 27. Juni bis 9. August        | Belagerung von Narva          |
|           | 1706, 13. Februar                   | Schlacht bei Fraustadt        |
|           | 1706, 29. Oktober                   | Schlacht bei Kalisch          |
|           | 1708, 14. Juli                      | Schlacht bei Golowtschin      |
|           | 1708, 10. September                 | Schlacht bei Moljatitschi     |
|           | 1708, 9. Oktober                    | Schlacht bei Lesnaja          |
|           | 1709, 8. Juli                       | Schlacht bei Poltawa          |
|           | 1710, 10. März                      | Schlacht bei Helsingborg      |
|           | 1712, 20. Dezember                  | Schlacht bei Gadebusch        |
|           | 1714, 7. August                     | Seeschlacht bei Hanko         |
|           | 1716, 3. bis 4. Juli                | Angriff auf Frederikshald     |
|           | 1716, 8. Juli                       | Seegefecht im Dynekilen-Fjord |
|           | 1718, 20. November bis 14. Dezember | Belagerung von Frederikshald  |
|           | 1719, 4. Juni                       | Seegefecht bei Ösel           |
|           | 1719, 13. August                    | Gefecht bei Södra Stäket      |
|           | 1720, 7. August                     | Seeschlacht bei Grönham       |
|           | 1721, 5. Juni                       | Überfall auf Sundsvall        |

### Spanischer Erbfolgekrieg
| 1701–1714 | Spanischer Erbfolgekrieg               | |
|           | 1701, 9. Juli                          | Schlacht bei Carpi, Die Kaiserlichen besiegen Franzosen, Spanier und Savoyen-Piemont                               |
|           | 1701, 1. September                     | Schlacht bei Chiari, Kaiserliche besiegen Franzosen und Spanier                                                    |
|           | 1702, 1. Februar                       | Schlacht bei Cremona, Kaiserliche gegen Franzosen                                                                  |
|           | 1702, 18. April bis 15. Juni           | Belagerung von Kaiserswerth, Alliierte gegen Franzosen, Zerstörung und Übergabe der Stadt                          |
|           | 1702, 13. Juni bis 17. Oktober         | Belagerung von Lüttich, England, Niederländer und Preußen belagern die französisch besetzte Stadt bis zur Übergabe |
|           | 1702, 18. Juni bis 9. September        | Belagerung von Landau, Kaiserliche zwingen Franzosen zur Übergabe                                                  |
|           | 1702, 15. August                       | Schlacht bei Luzzara, Unentschieden zwischen Kaiserlichen und Franzosen bzw. Spaniern                              |
|           | 1702, 23. August bis 30. September     | Schlacht bei Cádiz, Spanier besiegen Engländer und Niederländer                                                    |
|           | 1702, 11. September bis 23. September  | Belagerung von Venlo, Niederländer zwingen französisch-spanische Besatzung zur Übergabe                            |
|           | 1702, 14. Oktober                      | Schlacht bei Friedlingen, Frankreich tritt über den Rhein und kämpft gegen Kaiserliche                             |
|           | 1702, 14. Oktober                      | Schlacht am Käferholz, Frankreich wird zurückgeschlagen                                                            |
|           | 1702, 23. Oktober                      | Seeschlacht bei Vigo, Engländer und Niederländer vernichten französisch-spanische Flotte                           |
|           | 1703, 20. Februar bis 10. März         | Belagerung von Kehl, Franzosen besiegen Kaiserliche                                                                |
|           | 1703, 28. März                         | Schlacht bei Schmidmühlen, Kurbayern besiegen Kaiserliche                                                          |
|           | 1703, 23. Mai                          | Schlacht bei Krottensee, Kaiserliche besiegen Kurbayern                                                            |
|           | 1703, 20. September                    | Erste Schlacht bei Höchstädt, Franzosen und Bayern besiegen Kaiserliche und Preußen                                |
|           | 1703, 15. November                     | Schlacht am Speyerbach, Franzosen besiegen Vereinigte Niederländer und Kaiserliche                                 |
|           | 1704, 2. Juli                          | Schlacht am Schellenberg bei Donauwörth, Erstürmung des Ortes.                                                     |
|           | 1704, 13. August                       | Zweite Schlacht bei Höchstädt, Kaiserliche, Reichsarmee und England besiegen Frankreich und Kurbayern              |
|           | 1704, 24. August                       | Seeschlacht bei Vélez-Málaga, englische und niederländische Flotten besiegen die spanischen und französischen      |
|           | 1704, 9. September bis 25. November    | Belagerung von Landau, Kaiserliche besiegen Franzosen                                                              |
|           | 1705, 21. März                         | Seeschlacht bei Marbella, Engländer und Verbündete besiegen Franzosen                                              |
|           | 1705, 16. August                       | Schlacht bei Cassano, Franzosen besiegen Kaiserliche und Preußen                                                   |
|           | 1705, 25. Dezember                     | Sendlinger Mordweihnacht, Kaiserliche besiegen bayerische Aufständische                                            |
|           | 1706, 19. April                        | Schlacht bei Calcinato, Franzosen und Spanier besiegen Kaiserliche                                                 |
|           | 1706, 23. Mai                          | Schlacht bei Ramillies, England besiegt Frankreich                                                                 |
|           | 1706, 7. September                     | Schlacht bei Turin, Piemontesen und Kaiserliche besiegen Franzosen                                                 |
|           | 1707, 25. April                        | Schlacht bei Almansa, Franzosen und Spanier besiegen Briten, Portugiesen und Niederländer                          |
|           | 1707, 29. Juli bis 21. August          | Belagerung von Toulon, Franzosen und Spanier besiegen Briten, Kaiserliche und Vereinigte Niederländer              |
|           | 1707, 21. Oktober                      | Seegefecht bei Lizard Point, Franzosen besiegen Briten                                                             |
|           | 1708, 8. Juni                          | Seeschlacht von Cartagena de Indias, Briten besiegen Spanier und Franzosen                                         |
|           | 1708, 11. Juli                         | Schlacht bei Oudenaarde, Franzosen verlieren gegen Kaiserliche und Briten                                          |
|           | 1709, 11. September                    | Schlacht bei Malplaquet, Frankreich unterliegt Kaiserlichen und Briten                                             |
|           | 1710, 27. Juli                         | Schlacht von Almenara, Alliierte besiegen Spanier                                                                  |
|           | 1710, 20. August                       | Schlacht bei Saragossa, Alliierte besiegen Spanier                                                                 |
|           | 1710, 9. November                      | Seegefecht bei Syrakus, Franzosen besiegen Briten                                                                  |
|           | 1710, 8. Dezember                      | Schlacht bei Brihuega, Spanier und Franzosen besiegen Briten                                                       |
|           | 1710, 10. Dezember                     | Schlacht bei Villaviciosa, Franzosen und Spanier besiegen Kaiserliche, Briten und Vereinigte Niederländer          |
|           | 1712, 24. Juli                         | Schlacht bei Denain, Franzosen besiegen Kaiserliche und Vereinigte Niederländer                                    |
|           | 1713, 11. Juni bis 21. August          | Belagerung von Landau, Franzosen besiegen Laiserliche                                                              |
|           | 1713, 25. Juli bis 1714, 11. September | Belagerung von Barcelona, Franzosen und Spanier besiegen Kaiserliche                                               |
|           | 1713, September                        | Belagerung von Freiburg, Franzosen besiegen Kaiserliche                                                            |

### Venezianisch-Österreichischer Türkenkrieg
| 1714–1718 | Venezianisch-Österreichischer Türkenkrieg |                                                                                  |
|           | 1715, 12. bis 20. Juli                    | Belagerung von Nauplia, Osmanen besiegen Venezianer                              |
|           | 1716, 8. Juli                             | Seeschlacht bei Korfu, Unentschieden zwischen Venezianern und Osmanen            |
|           | 1716, 8. Juli bis 21. August              | Belagerung von Korfu, Verbündete besiegen Osmanen                                |
|           | 1716, 5. August                           | Schlacht von Peterwardein, Österreicher besiegen Osmanen                         |
|           | 1716, August bis Oktober                  | Belagerung von Temeswar, Österreicher besiegen Osmanen                           |
|           | 1717, Juni bis August                     | Belagerung von Belgrad, Österreicher besiegen Osmanen                            |
|           | 1717, 12. bis 16. Juni                    | Seeschlacht bei Imbros, Osmanen besiegen Venezianer                              |
|           | 1717, 19. Juli                            | Seeschlacht bei Kap Matapan (I), Unentschieden zwischen Verbündeten und Osmanen  |
|           | 1718, 20. bis 22. Juli                    | Seeschlacht bei Kap Matapan (II), Unentschieden zwischen Verbündeten und Osmanen |

### Siamesisch-Kambodschanischer Krieg
| 1714–1717 | Siamesisch-Kambodschanischer Krieg |  |

### Krieg der Quadrupelallianz
| 1717–1720 | Krieg der Quadrupelallianz            | |
|           | 1717, 22. August bis 30. Oktober 1717 | Schlacht um Sardinien, Spanien besiegt Kaiserliche                                                      |
|           | 1718, 11. August                      | Seeschlacht vor Kap Passero, Großbritannien besiegt Spanien                                             |
|           | 1718, 15. Oktober                     | Schlacht bei Milazzo, Spanier besiegen Kaiserliche                                                      |
|           | 1719, 20. Juni                        | Schlacht bei Francavilla, Spanien besiegt Kaiserliche                                                   |
|           | 1719, Mai                             | Schlacht um Pensacola, Unentschieden zwischen Frankreich und Spanien                                    |
|           | 1719, 30 Juni bis 19. August          | Belagerung von San Sebastián, Franzosen besiegen Spanier                                                |
|           | 1719, 10. Oktober                     | Einnahme von Vigo und Pontevedra, Briten besetzen die spanischen Städte Vigo und Pontevedra für 10 Tage |
|           | 1719, 21. Dezember                    | Seegefecht bei Kap St. Vincent, Spanien besiegt Großbritannien                                          |

### Sjunik-Aufstand
| 1722–1730 | Sjunik-Aufstand               |                                                                   |
|           | 1727, 26. Februar bis 7. März | Belagerung von Halidsor, Armenier heben osmanische Belagerung auf |

### Englisch-Spanischer Krieg
| 1727–1729 | Englisch-Spanischer Krieg      |                                                                         |
|           | 1726 bis 1728                  | Blockade von Porto Bello, Britische Blockade scheitert                  |
|           | 1727, 11. Februar bis 23. Juni | Belagerung von Gibraltar, Großbritannien hält die Festung gegen Spanien |
|           | 1727, 11. März                 | Seegefecht vom 11. März 1727, Großbritannien besiegt Spanier            |

### Siebter Osmanisch-Persischer Krieg
| 1730–1735 | Siebter Osmanisch-Persischer Krieg  |                                                          |
|           | 1730                                | Schlacht bei Nehawand, Perser besiegen Osmanen           |
|           | 1730                                | Schlacht bei Malayer, Perser besiegen Osmanen            |
|           | 1731                                | Belagerung von Jerewan, Osmanen besiegen Perser          |
|           | 1733, Februar bis Juli              | Belagerung von Bagdad, Osmanische Belagerung abgebrochen |
|           | 1733, 19. Juli                      | Schlacht bei Samarra, Osmanen besiegen Perser            |
|           | 1733, 24. bis 26. Oktober           | Schlacht bei Kirkuk, Perser besiegen Osmanen             |
|           | 1734, 3. November bis 1735, 9. Juli | Belagerung von Gändschä, Perser besiegen Osmanen         |
|           | 1735, 19. Juni                      | Schlacht bei Jeghward, Perser besiegen Osmanen           |

### Polnischer Thronfolgekrieg
| 1733–1735 | Polnischer Thronfolgekrieg             |                                                                                          |
|           | 1733, 14. Oktober bis 28. Oktober 1733 | Belagerung von Kehl, Franzosen besiegen Kaiserliche                                      |
|           | 1734, 20. Februar bis 30. Juni         | Belagerung von Danzig, Russen und Sachsen besiegen Polen-Litauer, Schweden und Franzosen |
|           | 1734, 8. April bis 6. August           | Belagerung von Gaeta, Spanier besiegen Kaiserliche                                       |
|           | 1734, 9. April bis 20. November        | Belagerung von Capua, Spanier besiegen Kaiserliche                                       |
|           | 1734, 25. Mai                          | Schlacht von Bitonto, Spanier besiegen Kaiserliche                                       |
|           | 1734, 2. Juni bis 18. Juli             | Belagerung von Philippsburg, Franzosen besiegen Kaiserliche                              |
|           | 1734, 29. Juni                         | Schlacht bei Parma, Franzosen und Sarden besiegen Kaiserliche                            |
|           | 1734, 15. September                    | Überfall bei Quistello, Kaiserliche besiegen Franzosen und Sarden                        |
|           | 1734, 19. September                    | Schlacht bei Guastalla, Franzosen und Sarden besiegen Kaiserliche                        |
|           | 1735, 20. Oktober                      | Gefecht bei Klausen, Kaiserliche besiegen Franzosen                                      |

### Spanisch-Portugiesischer Krieg um Colonia
| 1735–1737 | Spanisch-Portugiesischer Krieg um Colonia |  |

### Russisch-Österreichischer Türkenkrieg
| 1736–1739 | Russisch-Österreichischer Türkenkrieg |                                                       |
|           | 1736, 4. Juli                         | Belagerung von Asow durch das Russische Kaiserreich   |
|           | 1737, 10. Juli                        | Eroberung von Otschakow durch die Russen              |
|           | 1737, 28. September                   | Schlacht bei Radojevatz, Osmanen besiegen Kaiserliche |
|           | 1739, 22. Juli                        | Schlacht bei Grocka, Osmanen besiegen Kaiserliche     |
|           | 1739, 27. August                      | Schlacht bei Stawutschan, Russen besiegen Osmanen     |

### War of Jenkins’ Ear
| 1739–1748 | War of Jenkins’ Ear             | ab 1740 Teil des Österreichischer Erbfolgekrieg           |
|           | 1739, 20. November              | Schlacht um Portobello, Briten besiegen Spanier           |
|           | 1740, 13. Juni bis 20. Juli     | Belagerung von St. Augustine, Spanier besiegen Briten     |
|           | 1740, 14. Juni                  | Gefecht bei Fort Mose, Spanier besiegen Briten            |
|           | 1741, 13. März bis 20. Mai      | Schlacht von Cartagena de Indias, Spanier besiegen Briten |
|           | 1741, 4. August bis 9. Dezember | Invasion von Kuba, Spanier besiegen Briten                |

### Österreichischer Erbfolgekrieg
| 1740–1748 | Österreichischer Erbfolgekrieg | |
|           | 1741, 8. Februar               | Erstürmung von Glogau durch die Preußen – Erster Schlesischer Krieg                                           |
|           | 1741, 27. Februar              | Gefecht bei Baumgarten, Preußen besiegt Habsburgermonarchie – Erster Schlesischer Krieg                       |
|           | 1741, 10. April                | Schlacht bei Mollwitz, Preußen besiegt Habsburgermonarchie – Erster Schlesischer Krieg                        |
|           | 1741, Mai                      | Beschuss von Brieg durch die Preußen – Erster Schlesischer Krieg                                              |
|           | 1741, 22. Juli                 | Überfall auf Rothschloss – Erster Schlesischer Krieg                                                          |
|           | 1742, 16. Februar              | Gefecht bei Lesch, Preußen besiegt Habsburgermonarchie – Erster Schlesischer Krieg                            |
|           | 1742, 17. Mai                  | Schlacht bei Chotusitz, Preußen besiegt Habsburgermonarchie – Erster Schlesischer Krieg                       |
|           | 1743, 27. Juni                 | Schlacht bei Dettingen, Habsburgermonarchie und Briten besiegen Franzosen                                     |
|           | 1744, 27. Februar              | Seeschlacht bei Toulon, Franzosen und Spanier besiegen Briten                                                 |
|           | 1744, 19. November             | Gefecht bei Teltschitz – Zweiter Schlesischer Krieg                                                           |
|           | 1744, 27. November             | Gefecht bei Pless – Zweiter Schlesischer Krieg                                                                |
|           | 1745, 9. Februar               | Gefecht bei Ratibor – Zweiter Schlesischer Krieg                                                              |
|           | 1745, 5. April                 | Schlacht bei Pfaffenhofen, Habsburgermonarchie besiegt Franzosen und kaiserliche Bayern                       |
|           | 1745, 11. Mai                  | Schlacht bei Fontenoy, Franzosen besiegen Habsburgermonarchie, Briten und Niederländer                        |
|           | 1745, 25. April bis 19. Juni   | Belagerung von Tournai, Franzosen besiegen Niederländer                                                       |
|           | 1745, 4. Juni                  | Schlacht bei Hohenfriedeberg, Preußen besiegt Habsburgermonarchie und Kursachsen – Zweiter Schlesischer Krieg |
|           | 1745, 30. September            | Schlacht bei Soor, Preußen besiegt Habsburgermonarchie und Kursachsen – Zweiter Schlesischer Krieg            |
|           | 1745, 23. November             | Schlacht bei Hennersdorf – Zweiter Schlesischer Krieg                                                         |
|           | 1745, 27. November             | Gefecht bei Zittau – Zweiter Schlesischer Krieg                                                               |
|           | 1745, 15. Dezember             | Schlacht bei Kesselsdorf, Preußen besiegt Habsburgermonarchie und Kursachsen – Zweiter Schlesischer Krieg     |
|           | 1746, 16. Juni                 | Schlacht bei Piacenza, Habsburgermonarchie besiegt Franzosen und Spanier                                      |
|           | 1746, 11. Oktober              | Schlacht bei Roucoux, Franzosen besiegen Briten und Niederländer                                              |
|           | 1747, 14. Mai                  | Erste Seeschlacht am Kap Finisterre, Briten besiegen Franzosen                                                |
|           | 1747, 2. Juli                  | Schlacht bei Lauffeldt, Franzosen besiegen Habsburgermonarchie, Briten und Niederländer                       |
|           | 1747, 19. Juli                 | Schlacht auf dem Assietta, Sardinien, Savoyen-Piemont und Habsburgermonarchie siegen über die Franzosen       |
|           | 1747, 25. Oktober              | Zweite Seeschlacht am Kap Finisterre, Briten besiegen Franzosen                                               |
|           | 1748, 12. Oktober              | Seeschlacht bei Havanna, Briten besiegen Spaniern                                                             |

### Schwedisch-Russischer Krieg
| 1741–1743 | Schwedisch-Russischer Krieg |                                                      |
|           | 1741, 23. August            | Schlacht bei Villmanstrand, Russen besiegen Schweden |
|           | 1742, 12. bis 24 August     | Belagerung von Helsingfort, Russen besiegen Schweden |

### Achter Osmanisch-Persischer Krieg
| 1743–1746 | Achter Osmanisch-Persischer Krieg |  |

### King George’s War
| 1744–1748 | King George’s War     | Teil des Österreichischen Erbfolgekrieges in Nordamerika         |
|           | 1746, 11. Juli        | Gefecht von Port-la-Joye, Franzosen und Indianer besiegen Briten |
|           | 1746, 19.–20. August  | Belagerung von Fort Massachusetts, Franzosen besiegen Briten     |
|           | 1747, 10.–11. Februar | Gefecht von Grand Pré, Franzosen und Indianer besiegen Briten    |

### Erster Karnatischer Krieg
| 1744–1748 | Erster Karnatischer Krieg | Teil des Österreichischen Erbfolgekrieges in Indien                    |
|           | 1746, 6. Juli             | Seeschlacht bei Negapatam, Unentschieden zwischen Briten und Franzosen |

### Zweiter Jakobitenaufstand
| 1745/46 | Zweiter Jakobitenaufstand |                                                                                      |
|         | 1745, 21. September       | Schlacht bei Prestonpans, schottische Jakobiten besiegen britische Regierungstruppen |
|         | 1746, 17. Januar          | Schlacht bei Falkirk, schottische Jakobiten besiegen britische Regierungstruppen     |
|         | 1746, 16. April           | Schlacht bei Culloden, britische Regierungstruppen besiegen schottische Jakobiten    |

### Kolonialkrieg auf Timor
| 1749 | Kolonialkrieg auf Timor |                                                                                               |
|      | 1749, 9. November       | Schlacht von Penfui, Niederländer und Verbündete besiegen Topasse, Portugiesen und Verbündete |

### Guarani-Kriege in Paraguay
| 1754–1756 | Guarani-Kriege in Paraguay |  |

### Franzosen- und Indianerkrieg
| 1754–1763 | Franzosen- und Indianerkrieg     | ab 1756 Teil des Siebenjährigen Krieges                                                                   |
|           | 1754, 28. Mai                    | Gefecht von Jumonville Glen, Briten besiegen Franzosen                                                    |
|           | 1755, 8. Juni                    | Seegefecht vom 8. Juni 1755, Briten besiegen Franzosen                                                    |
|           | 1755, 9. Juli                    | Schlacht am Monongahela, Franzosen und Indianer besiegen Briten                                           |
|           | 1755, 3. September               | Schlacht am Petitcodiac, Franzosen und Indianer besiegen Briten                                           |
|           | 1755, 8. September               | Schlacht am Lake George, Großbritannien besiegt Frankreich                                                |
|           | 1758, 8. Juli                    | Schlacht um Fort Carillon, Franzosen und Indianer besiegen Briten                                         |
|           | 1759, 26. Juni bis 18. September | Belagerung von Québec, Briten besiegen Franzosen und Indianer, Briten belagern die Stadt bis zur Übergabe |
|           | 1759, 24. Juli                   | Schlacht bei La Belle Famille, Briten und Indianer besiegen Franzosen und Indianer                        |
|           | 1759, 31. Juli                   | Schlacht von Beauport, Franzosen besiegen Briten                                                          |
|           | 1759, 13. September              | Schlacht auf der Abraham-Ebene, Briten besiegen Franzosen                                                 |
|           | 1760, 28. April                  | Schlacht bei Sainte-Foy, Franzosen besiegen Briten                                                        |
|           | 1760, 8. Juli                    | Gefecht auf dem Restigouche-Fluss, Briten besiegen Franzosen                                              |
|           | 1762, 15. September 1762         | Gefecht von Signal Hill, Briten besiegen Franzosen                                                        |

### Siebenjähriger Krieg
| 1756–1763    | Siebenjähriger Krieg               | östliches Mitteleuropa: Dritter Schlesischer Krieg; Nordamerika: Siebenjähriger Krieg in Nordamerika           |
|              | 1756, 1. September bis 13. Oktober | Belagerung bei Pirna, Preußen besiegen Sachsen                                                                 |
|              | 1756, 1. Oktober                   | Schlacht bei Lobositz, Preußen besiegt Kaiserliche                                                             |
|              | 1757, 6. Mai                       | Schlacht bei Prag, Preußen besiegt Kaiserliche                                                                 |
|              | 1757, 14./15. Juni                 | Gefecht bei Gabel, Kaiserliche besiegen Preußen                                                                |
|              | 1757, 18. Juni                     | Schlacht von Kolin, Kaiserliche besiegen Preußen                                                               |
|              | 1757, 26. Juli                     | Schlacht bei Hastenbeck, Frankreich besiegt Großbritannien                                                     |
|              | 1757, 30. August                   | Schlacht bei Groß-Jägersdorf, Russland besiegt Preußen                                                         |
|              | 1757, 7. September                 | Schlacht bei Moys, Preußen schlägt Angriff der Kaiserlichen zurück                                             |
|              | 1757, 5. November                  | Schlacht bei Roßbach, Preußen besiegt Frankreich und Reichsheer                                                |
|              | 1757, 22. November                 | Schlacht bei Breslau, Kaiserliche besiegen Preußen                                                             |
|              | 1757, 5. Dezember                  | Schlacht bei Leuthen, Preußen besiegt Kaiserliche                                                              |
|              | 1758, 23. Juni                     | Schlacht bei Krefeld, Preußen besiegt Frankreich                                                               |
|              | 1758, 23. Juli                     | Gefecht bei Sandershausen, Frankreich besiegt Hessen-Kassel                                                    |
|              | 1758, 25. August                   | Schlacht bei Zorndorf, Preußen gegen Russland                                                                  |
|              | 1758, 14. Oktober                  | Schlacht bei Hochkirch, Kaiserliche besiegen Preußen                                                           |
|              | 1758, 29. Dezember                 | Einnahme von Gorée, Briten besiegen Franzosen                                                                  |
|              | 1759, 13. April                    | Schlacht bei Bergen, Frankreich besiegt Preußen                                                                |
|              | 1757, 23. Juni                     | Schlacht bei Plassey, Britische Ostindien-Kompanie besiegt Bengalen und Franzosen – Dritter Karnatischer Krieg |
|              | 1759, 23. Juli                     | Schlacht bei Kay, Russland besiegt Preußen                                                                     |
|              | 1759, 1. August                    | Schlacht bei Minden, Großbritannien besiegt Frankreich                                                         |
|              | 1759, 12. August                   | Schlacht bei Kunersdorf, Russland und Kaiserliche besiegen Preußen                                             |
|              | 1759, 18. August                   | Seeschlacht bei Lagos, Großbritannien besiegt Frankreich                                                       |
|              | 1759, 25. September                | Schlacht bei Hoyerswerda, Preußen besiegt Kaiserliche                                                          |
|              | 1759, 20. November                 | Seeschlacht in der Bucht von Quiberon, Großbritannien besiegt Frankreich                                       |
|              | 1760, 21. bis 26. Februar          | Gefecht bei Carrickfergus, Frankreich besiegt Großbritannien                                                   |
|              | 1760, 28. Februar                  | Seegefecht bei Bishops Court, Großbritannien besiegt Frankreich                                                |
|              | 1760, 23. Juni                     | Schlacht bei Landeshut, Kaiserliche besiegen Preußen                                                           |
|              | 1760, 10. Juli                     | Gefecht bei Korbach, Frankreich besiegt Kurhannover                                                            |
|              | 1760, 16. Juli                     | Gefecht bei Emsdorf, Hannover, Britannien, Hessen-Kassel besiegen Frankreich                                   |
|              | 1760, 31. Juli                     | Schlacht bei Warburg, Hannover, Britannien, Braunschweig-Wolfenbüttel, Hessen-Kassel besiegen Frankreich       |
|              | 1760, 15. August                   | Schlacht bei Liegnitz, Preußen besiegt Kaiserliche                                                             |
|              | 1760, 3. November                  | Schlacht bei Torgau, Preußen besiegt Kaiserliche                                                               |
|              | 1761, 15. Februar                  | Gefecht bei Langensalza, Preußen besiegt Frankreich                                                            |
|              | 1761, 15./16. Juli                 | Schlacht bei Vellinghausen, Preußen besiegt Frankreich                                                         |
|              | 1762, 12. Mai                      | Gefecht bei Döbeln, Preußen besiegen Kaiserliche und Reichsarmee                                               |
|              | 1762, 24. Juni                     | Schlacht bei Wilhelmsthal, Preußen besiegt Frankreich                                                          |
|              | 1762, 1. Juli                      | Schlacht bei Homberg,                                                                                          |
|              | 1762, 21. Juli                     | Schlacht bei Burkersdorf, Preußen besiegen Kaiserliche                                                         |
|              | 1762, 16. August                   | Schlacht bei Reichenbach, Preußen besiegt Kaiserliche                                                          |
|              | 1762, 21. September                | Schlacht an der Brücker Mühle,                                                                                 |
|              | 1762, 29. Oktober                  | Schlacht bei Freiberg, Preußen besiegt Kaiserliche und Reichsarmee                                             |
| a) 1756–1763 | Dritter Karnatischer Krieg         | |
|              | 1757, 23. Juni                     | Schlacht bei Plassey, Briten besiegen Inder                                                                    |
|              | 1758, 29. April                    | Seeschlacht von Cuddalore, Unentschieden zwischen Briten und Franzosen                                         |
|              | 1758, 3. August                    | Seeschlacht bei Negapatam, Unentschieden zwischen Briten und Franzosen                                         |
|              | 1758, Dezember bis 1759, Februar   | Belagerung von Madras, Briten besiegen Franzosen                                                               |
|              | 1759, 10. September                | Seeschlacht von Pondicherry, Unentschieden zwischen Briten und Franzosen                                       |
|              | 1760, 22. Januar                   | Schlacht bei Wandiwash, Briten besiegen Franzosen                                                              |

### Afghanisch-Marathischer Krieg
| 1758–1761 | Afghanisch-Marathischer Krieg |                                                                      |
|           | 1760, 9. Januar               | Schlacht von Barari Ghat, Afghanen und Verbündete besiegen Marathen  |
|           | 1760, 4. März                 | Schlacht von Sikandarabad, Afghanen und Verbündete besiegen Marathen |
|           | 1760, 17. Oktober             | Schlacht von Kunjpura, Marathen besiegen Afghanen und Verbündete     |
|           | 1761, 14. Januar              | Schlacht von Panipat, Afghanen besiegen Marathen                     |

### Achter Burmesisch-Siamesischer Krieg
| 1759/1760 | Achter Burmesisch-Siamesischer Krieg |  |

### Pontiac-Aufstand
| 1763/64 | Pontiac-Aufstand |  |

### Neunter Burmesisch-Siamesischer Krieg
| 1764–1769 | Neunter Burmesisch-Siamesischer Krieg |  |

### Siamesisch-Vietnamesischer Krieg
| 1769–1773 | Siamesisch-Vietnamesischer Krieg |  |

### Erster Marathenkrieg
| 1775–1782 | Erster Marathenkrieg |                                                                |
|           | 1779, 12. Januar     | Schlacht von Wadagaon, Marathen besiegen Briten und Verbündete |

### Neunter Osmanisch-Persischer Krieg
| 1775–1776 | Neunter Osmanisch-Persischer Krieg |  |

### Amerikanischer Unabhängigkeitskrieg
| 1775–1783    | Amerikanischer Unabhängigkeitskrieg     | |
|              | 1775, 19. April                         | Gefechte von Lexington und Concord, USA, Amerikaner besiegen Briten                                          |
|              | 1775, 19. April bis 17. März            | Belagerung von Boston, USA, Amerikaner besiegen Briten                                                       |
|              | 1775, 17. Juni                          | Schlacht von Bunker Hill, USA, Briten besiegen Amerikaner                                                    |
|              | 1775, 31. Dezember                      | Schlacht von Québec, Kanada, Briten besiegen Amerikaner                                                      |
|              | 1776, 27. Februar                       | Schlacht von Moores Creek Bridge, USA, aufständische Amerikaner besiegen loyale Amerikaner                   |
|              | 1776, 6 April                           | Seegefecht bei Block Island, Unentschieden zwischen Amerikanern und Briten                                   |
|              | 1776, 8. Juni                           | Schlacht von Trois-Rivières, Kanada, Briten besiegen Amerikaner                                              |
|              | 1776, 28. Juni                          | Schlacht von Sullivan’s Island, USA, Amerikaner wehren Landung von Briten ab                                 |
|              | 1776, 27. August                        | Schlacht von Long Island, USA, Briten besiegen Amerikaner                                                    |
|              | 1776, 15. September                     | Landung bei Kips Bay, USA, Briten besiegen Amerikaner                                                        |
|              | 1776, 16. September                     | Schlacht von Harlem Heights, USA, Briten besiegen Amerikaner                                                 |
|              | 1776, 11. Oktober                       | Seegefecht bei Valcour Island, Briten besiegen Amerikaner                                                    |
|              | 1776, 18. Oktober                       | Schlacht von Pell’s Point, USA, Briten besiegen Amerikaner                                                   |
|              | 1776, 28. Oktober                       | Schlacht von White Plains, USA, Briten besiegen Amerikaner                                                   |
|              | 1776, 16. November                      | Schlacht von Fort Washington, USA, Briten besiegen Amerikaner                                                |
|              | 1776, 26. Dezember                      | Schlacht von Trenton, USA, Amerikaner besiegen Briten                                                        |
|              | 1777, 2. Januar                         | Schlacht am Assunpink Creek, USA, Amerikaner besiegen Briten                                                 |
|              | 1777, 3. Januar                         | Schlacht von Princeton, USA, Amerikaner besiegen Briten                                                      |
|              | 1777, 6. August                         | Schlacht von Oriskany, USA, Briten besiegen Amerikaner                                                       |
|              | 1777, 16. August                        | Schlacht von Bennington, Amerikaner besiegen Briten                                                          |
|              | 1777, 11. September                     | Schlacht von Brandywine, Briten besiegen Amerikaner                                                          |
|              | 1777, 4. Oktober                        | Schlacht von Germantown, USA, Briten besiegen Amerikaner                                                     |
|              | 1777, 17. Oktober                       | Schlacht von Saratoga, USA, Amerikaner besiegen Briten                                                       |
|              | 1778, 7. März                           | Seegefecht bei Barbados, Atlantik, Briten besiegen Amerikaner                                                |
|              | 1778, 28. Juni                          | Schlacht von Monmouth, USA, Briten besiegen Amerikaner                                                       |
|              | 1779, 23. September                     | Seegefecht bei Flamborough Head, Nordsee, Amerikaner und Franzosen besiegen Briten                           |
|              | 1780, 12. Mai                           | Belagerung von Charleston, USA, Briten besiegen Amerikaner                                                   |
|              | 1780, 16. August                        | Schlacht bei Camden, Briten besiegen Amerikaner                                                              |
|              | 1780, 18. August                        | Schlacht von Musgrove Mill, Amerikaner besiegen Briten                                                       |
|              | 1780, 7. Oktober                        | Schlacht von Kings Mountain, Amerikaner besiegen Briten                                                      |
|              | 1781, 1. Januar                         | Schlacht von Cowpens, USA, Amerikaner besiegen Briten                                                        |
|              | 1781, 15. März                          | Schlacht bei Guilford Court House, USA, Briten besiegen Amerikaner                                           |
|              | 1781, 19. Oktober                       | Schlacht bei Yorktown, USA, Amerikaner und Franzosen besiegen Briten                                         |
| a) 1778–1783 | Britisch-Französischer Krieg            | |
|              | 1778, 27. Juli                          | Schlacht bei Ouessant (1778), Atlantik, Unentschieden zwischen Briten und Franzosen                          |
|              | 1778, 20. Oktober                       | Seegefecht am Kap Finisterre, Atlantik, Unentschieden zwischen Briten und Franzosen                          |
|              | 1778, 15. Dezember                      | Seeschlacht von St. Lucia, Karibik, Briten besiegen Franzosen                                                |
|              | 1779, 6. Juni                           | Seeschlacht von Grenada, Karibik, Franzosen Besiegen Briten                                                  |
|              | 1779, 18. Dezember                      | Seegefecht von Martinique, Karibik, Briten besiegen Franzosen                                                |
|              | 1779, 21. bis 22. Dezember              | Seegefecht bei Guadeloupe, Karibik, Briten besiegen Franzosen                                                |
|              | 1780, 17. April                         | Seeschlacht von Martinique, Karibik, Unentschieden zwischen Briten und Franzosen                             |
|              | 1781, 4. Januar                         | Seegefecht am 4. Januar 1781, Atlantik, Briten besiegen Franzosen                                            |
|              | 1781, 16. April                         | Seeschlacht bei Porto Praya, Atlantik, Unentschieden zwischen Briten und Franzosen                           |
|              | 1781, 29. bis 30. April                 | Seeschlacht von Fort Royal, Karibik, Franzosen besiegen Briten                                               |
|              | 1781, 5. September                      | Seeschlacht vor der Chesapeake Bay, USA, Franzosen besiegen Briten                                           |
|              | 1781, 12. Dezember                      | Schlacht bei Ouessant (1781), Atlantik, Briten besiegen Franzosen                                            |
|              | 1782, 25. bis 26. Januar                | Seeschlacht von St. Kitts, Karibik, Briten besiegen Franzosen                                                |
|              | 1782, 17. Februar                       | Schlacht bei Sadras, Indien, Unentschieden zwischen Briten und Franzosen                                     |
|              | 1782, 12. April                         | Schlacht von Providien, Celon, Unentschieden zwischen Briten und Franzosen                                   |
|              | 1782, 12. April                         | Schlacht von Les Saintes, Karibik, Briten besiegen Franzosen                                                 |
|              | 1782, 19. April                         | Seegefecht in der Mona-Passage, Karibik, Briten besiegen Franzosen                                           |
|              | 1782, 6. Juli                           | Seeschlacht von Negapatam, Indien, Unentschieden zwischen Briten und Franzosen                               |
|              | 1782, 3. September                      | Schlacht von Trincomalee, Celon, Unentschieden zwischen Briten und Franzosen                                 |
|              | 1782, 17. bis 18. Oktober               | Seegefecht bei Hispaniola, Karibik, Briten besiegen Franzosen                                                |
|              | 1782, 20. Oktober                       | Seeschlacht am Kap Spartel, Atlantik, Unentschieden zwischen Briten und Spaniern/Franzosen                   |
|              | 1783, 7. Juni bis 25. Juli              | Belagerung von Cuddalore, Indien, Unentschieden zwischen Briten und Franzosen                                |
|              | 1783, 20. Juni                          | Seeschlacht von Cuddalore, Indien, Unentschieden zwischen Briten und Franzosen                               |
| b) 1779–1783 | Britisch-Spanischer Krieg               | |
|              | 1779, 24. Juni bis 1783, 7. Februar     | Belagerung von Gibraltar, Briten besiegen Spanier                                                            |
|              | 1780, 8. Januar                         | Seegefecht am 8. Januar 1780, Atlantik, Briten erobern einen spanischen Handelsgeleitzug inklusive Sicherung |
|              | 1780, 16. Januar                        | Seeschlacht bei Kap St. Vincent, Atlantik, Briten besiegen Spanier                                           |
|              | 1780, 9. August                         | Seegefecht am 9. August, Atlantik, Spanier erobern einen britischen Handelsgeleitzug                         |
|              | 1781, 9. März bis 8. Mai                | Schlacht um Pensacola, USA, Spanier besiegen Briten                                                          |
|              | 1782, 13. April bis 23. August          | Schlacht am Black River, Zentralamerika, Briten besiegen Spanier                                             |
|              | 1782, Mai                               | Schlacht um Nassau, Karibik, Spanier besiegen Briten                                                         |
|              | 1782, 20. Oktober                       | Seeschlacht am Kap Spartel, Atlantik, Unentschieden zwischen Briten und Spaniern/Franzosen                   |
|              | 1783, 14. bis 18. April                 | Gefecht um Nassau, Briten besiegen Spanier                                                                   |
| c) 1780–1784 | Vierter Englisch-Niederländischer Krieg | |
|              | 1781, Februar                           | Eroberung von Sint Eustatius, Briten besiegen Niederländer                                                   |
|              | 1781, 4. Februar                        | Seegefecht bei Sombrero, Briten besiegen Niederländer                                                        |
|              | 1781, 30. Mai                           | Seegefecht bei Kap Santa Maria, Briten besiegen Niederländer                                                 |
|              | 1781, 21. Juli                          | Seegefecht bei Saldaha Bay, Briten besiegen Niederländer                                                     |
|              | 1781, 5. August                         | Schlacht auf der Doggerbank, Briten besiegen Niederländer                                                    |
|              | 1781, 21. Oktober bis 11. November      | Belagerung von Negapatam, Briten besiegen Niederländer und Sultanat Mysore                                   |
|              | 1782, 11. Januar                        | Eroberung von Trincomalee, Briten besiegen Niederländer                                                      |
| d) 1780–1784 | Zweiter Mysore-Krieg                    | |
|              | 1779, 30. Dezember bis 18. Januar 1782  | Belagerung von Tellicherry, Britische Ostindien-Kompanie besiegt Sultanat Mysore                             |
|              | 1781, 27. September                     | Schlacht von Sholinghur, Britische Ostindien-Kompanie besiegt Sultanat Mysore                                |
|              | 1781, 21. Oktober bis 11. November      | Belagerung von Negapatam, Briten besiegen Niederländer und Sultanat Mysore                                   |
|              | 1782, 18. Februar                       | Schlacht von Annagudi, Sultanat Mysore besiegt Britische Ostindien-Kompanie                                  |
|              | 1783, 9. April bis 28. April            | Belagerung von Bednore, Sultanat Mysore/Frankreich besiegt Britische Ostindien-Kompanie                      |
|              | 1783, 20. Mai bis 30. Januar 1784       | Belagerung von Mangalore, Sultanat Mysore besiegt Britische Ostindien-Kompanie                               |

### Zehnter Burmesisch-Siamesischer Krieg
| 1775/76 | Zehnter Burmesisch-Siamesischer Krieg |  |

### Spanisch-Portugiesischer Krieg
| 1776/77 | Spanisch-Portugiesischer Krieg |  |

### Bayerischer Erbfolgekrieg
| 1778/79 | Bayerischer Erbfolgekrieg |  |

### Elfter Burmesisch-Siamesischer Krieg
| 1785–1792 | Elfter Burmesisch-Siamesischer Krieg |  |

### Krieg gegen die Nordwest-Indianer
| 1786–1795 | Krieg gegen die Nordwest-Indianer |                                                                    |
|           | 1791, 4. November                 | Schlacht am Wabash River, Indianerstämme besiegen US-Amerikaner    |
|           | 1794, 20. August                  | Schlacht von Fallen Timbers, US-Amerikaner besiegen Indianerstämme |

### Russisch-Österreichischer Türkenkrieg
| 1787–1792 | Russisch-Österreichischer Türkenkrieg |                                                                               |
|           | 1787, 12. Oktober                     | Schlacht von Kinburn. Russen besiegen Osmanen                                 |
|           | 1789, 31. Juli                        | Schlacht bei Focșani, Russen und Österreicher besiegen Osmanen                |
|           | 1789, 22. September                   | Schlacht am Rimnik, Russen und Österreicher besiegen Osmanen                  |
|           | 1790, 20. Juli                        | Schlacht von Cetingrad, Österreicher (Kroatische Armeekorps) besiegen Osmanen |

### Russisch-Schwedischer Krieg
| 1788–1790 | Russisch-Schwedischer Krieg |                                                                |
|           | 1788, 17. Juli              | Seeschlacht bei Hogland, Russen besiegen Schweden              |
|           | 1789, 13. Juni              | Erste Schlacht bei Porrassalmi, Schweden besiegen Russen       |
|           | 1789, 19. Juni              | Zweite Schlacht bei Porrassalmi, Schweden besiegen Russen      |
|           | 1789, 28. Juni              | Schlacht bei Uttismalm, Schweden besiegen Russen               |
|           | 1789, 15. Juli              | Schlacht bei Kaipias, Schweden besiegen Russen                 |
|           | 1789. 21. Juli              | Schlacht bei Parkumäki, Schweden besiegen Russen               |
|           | 1789. 26. Juli              | Schlacht an der südlichen Landzunge Ölands, Unentschieden      |
|           | 1789, 15 August             | Schlacht bei Korkiansaari, Unentschieden                       |
|           | 1789, 24. bis 25. August    | Erste Schärenschlacht am Svensksund, Russen besiegen Schweden  |
|           | 1790, 19. April             | Schlacht bei Valkeala, Schweden besiegen Russen                |
|           | 1790, 6. Mai                | Schlacht bei Korhois. Russen besiegen Schweden                 |
|           | 1790, 13. Mai               | Seeschlacht bei Reval, Russen besiegen Schweden                |
|           | 1790, 15. Mai               | Schärenschlacht bei Fredrikshamn, Schweden besiegen Russen     |
|           | 1790, 19. bis 20. Mai       | Schlacht bei Keltis, Schweden besiegen Russen                  |
|           | 1790, 3. bis 4. Juni        | Seeschlacht bei Kronstadt, Unentschieden                       |
|           | 1790, 4. Juni               | Schlacht bei Savitaipale, Russen besiegen Schweden             |
|           | 1790, 2. bis 5. Juli        | Spießrutenlauf von Wyborg, Unentschieden                       |
|           | 1790, 9. bis 10. Juli       | Zweite Schärenschlacht am Svensksund, Schweden besiegen Russen |

### Fünfter Polnisch-Russischer Krieg
| 1792 | Fünfter Polnisch-Russischer Krieg |  |

### Revolutions- und Koalitionskriege
| 1792–1815 | Revolutions- und Koalitionskriege | |
|           | 1792, 28. April                   | Eroberung von Porrentruy, Schweiz, Frankreich besiegt Kaiserlich-Königliche                            |
|           | 1792, 28. bis 30. April           | Schlacht von Quiévrain, Belgien, Unentschieden zwischen Kaiserlich-Königliche und Frankreich           |
|           | 1792, 29. April                   | Schlacht von Marquain, Belgien, Kaiserlich-Königliche besiegt Frankreich                               |
|           | 1792, 29. August                  | Belagerung von Verdun, Preußen und Kaiserlich-Königliche besiegen Frankreich                           |
|           | 1792, 20. September               | Kanonade bei Valmy, Frankreich, Frankreich besiegt Preußen und Kaiserlich-Königliche                   |
|           | 1793, 1. März                     | Erste Schlacht bei Aldenhoven, Kaiserlich-Königliche besiegen Frankreich                               |
|           | 1793, 18. März                    | Schlacht bei Neerwinden, Belgien, Kaiserlich-Königliche besiegen Frankreich                            |
|           | 1793, 14. September               | Schlacht bei Pirmasens, Kaiserlich-Königliche und Preußen besiegen Frankreich                          |
|           | 1793, 28. September               | Schlacht von Méribel, Frankreich besiegt Sardinien                                                     |
|           | 1793, 15. und 16. Oktober         | Schlacht bei Wattignies, Belgien, Frankreich besiegt die Kaiserlich-Königlichen                        |
|           | 1793, 22. Oktober                 | Seegefecht vom 22. Oktober 1793, Unentschieden zwischen Großbritannien und Frankreich                  |
|           | 1793, 28. und 30. November        | Schlacht bei Kaiserslautern, Preußen besiegen Frankreich                                               |
|           | 1794, 5. Februar bis 24. März     | Schlacht um Martinique, Großbritannien besiegt Frankreich                                              |
|           | 1794, 11. April bis 10. Dezember  | Schlacht um Guadeloupe, Frankreich besiegt Großbritannien                                              |
|           | 1794, 23. April                   | Seegefecht vom 23. April 1794, Briten besiegen Franzosen                                               |
|           | 1794, 26. Juni                    | Schlacht bei Fleurus, Niederlande, Frankreich besiegt Kaiserlich-Königliche                            |
|           | 1794, 2. Oktober                  | Zweite Schlacht bei Aldenhoven, Frankreich besiegt die Kaiserlich-Königlichen                          |
|           | 1795, 13. März bis 14. März       | Seeschlacht von Genua, Großbritannien besiegt Frankreich                                               |
|           | 1795, 16. Juni                    | Cornwallis’ Rückzug, Großbritannien besiegt Frankreich                                                 |
|           | 1795, 23. Juni                    | Seeschlacht bei der Île de Groix, Großbritannien besiegt Frankreich                                    |
|           | 1795, 13. Juli                    | Schlacht bei den Hyerischen Inseln, Großbritannien besiegt Frankreich                                  |
|           | 1795, 16. Juli                    | Gefecht bei Plouharnel, Revolutionstruppen besiegen die Royalisten                                     |
|           | 1796, 12. April                   | Schlacht bei Montenotte, in Ligurien, Frankreich besiegt Sardinien-Piemont und Kaiserlich-Königliche   |
|           | 1796, 13./14. April               | Schlacht bei Millesimo, in Italien, Frankreich besiegt die Kaiserlich-Königliche und Sardinien-Piemont |
|           | 1796, 14. April                   | Schlacht bei Dego, in Italien, Frankreich besiegt Österreich                                           |
|           | 1796, 21. April                   | Schlacht bei Mondovì, im Piemont, Frankreich besiegt Sardinien-Piemont                                 |
|           | 1796, 10. Mai                     | Schlacht bei Lodi (Italien), Frankreich besiegt Kaiserlich-Königliche                                  |
|           | 1796, 1. Juni                     | Schlacht bei Siegburg, am Siebengebirge, Frankreich besiegt Kaiserlich-Königliche                      |
|           | 1796, 4. Juni                     | Schlacht bei Altenkirchen, im Westerwald, Frankreich besiegt Kaiserlich-Königliche                     |
|           | 1796, 15. Juni                    | Schlacht bei Wetzlar, an der Lahn, Kaiserlich-Königliche besiegen Frankreich                           |
|           | 1796, 19. Juni                    | Gefecht von Kircheib-Uckerath im Westerwald                                                            |
|           | 1796, 9. Juli                     | Schlacht bei Malsch, Kaiserlich-Königliche besiegen Frankreich                                         |
|           | 1796, 11. August                  | Schlacht bei Neresheim, Kaiserlich-Königlichen besiegen Frankreich                                     |
|           | 1796, 20. bis 22. August          | Schlacht bei Deinig, Kaiserlich-Königliche besiegen Frankreich                                         |
|           | 1796, 24. August                  | Schlacht bei Amberg, Kaiserlich-Königliche besiegen Frankreich                                         |
|           | 1796, 3. September                | Schlacht um Würzburg, Kaiserlich-Königliche besiegen Frankreich                                        |
|           | 1796, 16. September               | Schlacht bei Limburg, Kaiserlich-Königliche besiegt Frankreich                                         |
|           | 1796, 19. September               | Gefecht bei Höchstenbach im Westerwald                                                                 |
|           | 1796, 2. Oktober                  | Schlacht bei Biberach, Franzosen besiegen Österreicher                                                 |
|           | 1796, 17. Oktober                 | Schlacht bei Emmendingen, Österreicher besiegen Franzosen                                              |
|           | 1796, 24. Oktober                 | Schlacht bei Schliengen, Kaiserlich-Königliche besiegt Frankreich                                      |
|           | 1796, 15. bis 17. November        | Schlacht bei Arcole, Frankreich besiegt Kaiserlich-Königliche                                          |
|           | 1797, 13. Januar                  | Seegefecht vom 13. Januar 1797, Großbritannien besiegt Frankreich                                      |
|           | 1797, 14. Februar                 | Seeschlacht bei Kap St. Vincent, Großbritannien besiegt Frankreich                                     |
|           | 1797, 18. April                   | Schlacht bei Neuwied, Frankreich besiegt Kaiserlich-Königliche                                         |
|           | 1797, 11. Oktober                 | Seeschlacht bei Camperduin, Großbritannien besiegt Batavische Republik (Niederlande)                   |
|           | 1798, 21. April                   | Seegefecht am Raz de Sein, Großbritannien besiegt Frankreich                                           |
|           | 1798, 21. Juli                    | Schlacht bei den Pyramiden, Ägypten, Frankreich besiegt die Mameluken                                  |
|           | 1798, 1. August bis 2. August     | Seeschlacht bei Abukir, Großbritannien besiegt Frankreich                                              |
|           | 1798, 3. bis 10. September        | Schlacht von St. George’s Caye, Großbritannien besiegt Spanien                                         |
|           | 1798, 7. bis 9. September         | Schlacht in Nidwalden, Die Franzosen überfallen den Kanton Nidwalden                                   |
|           | 1799, 21. März                    | Schlacht bei Ostrach, Oberschwaben, Kaiserlich-Königliche besiegen Frankreich                          |
|           | 1799, 25. März                    | Schlacht bei Stockach, Baden, Kaiserlich-Königliche besiegen Frankreich                                |
|           | 1799, 4. bis 7. Juni              | Erste Schlacht um Zürich, Schweiz, Kaiserlich-Königliche besiegen Frankreich                           |
|           | 1799, 25. Juli                    | Schlacht von Abukir, Ägypten                                                                           |
|           | 1799, 25. bis 26. September       | Zweite Schlacht um Zürich, Schweiz, Frankreich besiegt Kaiserlich-Königliche                           |
|           | 1800, 5. Mai                      | Schlacht bei Meßkirch, Baden, Frankreich besiegt Kaiserlich-Königliche                                 |
|           | 1800, 9. Mai                      | Schlacht bei Biberach, Oberschwaben, Frankreich besiegt Kaiserlich-Königliche                          |
|           | 1800, 14. Juni                    | Schlacht bei Marengo, Italien, Frankreich besiegt Kaiserlich-Königliche                                |
|           | 1800, 3. Dezember                 | Schlacht bei Hohenlinden, Bayern, Frankreich besiegt Kaiserlich-Königliche                             |
|           | Fortsetzung unter 19. Jahrhundert | |

### Kościuszko-Aufstand
| 1794/95 | Kościuszko-Aufstand |                                                       |
|         | 1794, 2. Oktober    | Schlacht bei Bromberg, Polen-Litauen besiegt Preußen  |
|         | 1794, 4. November   | Schlacht bei Warschau, Russland besiegt Polen-Litauen |